# Heterocerus obsoletus
Heterocerus obsoletus är en skalbaggsart som beskrevs av Curtis 1828. Heterocerus obsoletus ingår i släktet Heterocerus, och familjen strandgrävbaggar. Enligt den finländska rödlistan är arten nära hotad i Finland. Arten är reproducerande i Sverige. Artens livsmiljö är strandängar vid sötvatten.